# Juli (Peru)
Juli ist die Hauptstadt der Provinz Chucuito in der Region Puno in Süd-Peru. Juli liegt im gleichnamigen Distrikt. Die Stadt hatte beim Zensus 2017 8148 Einwohner. 10 Jahre zuvor lag die Einwohnerzahl bei 8157.

## Geographische Lage
Die Stadt Juli befindet sich etwa einen Kilometer vom Südwestufer des Titicacasees entfernt. Sie liegt 75 km südöstlich der Regionshauptstadt Puno. Die nächste größere Stadt ist Ilave, etwa 25 km nordwestlich.

## Geschichte
1576 gründeten die Jesuiten in Juli eine Mission, die sich zu einer Frühform der Jesuitenreduktionen entwickelte.
Die Stadt ist seit 1957 Sitz der römisch-katholischen Territorialprälatur Juli, deren Kathedrale St. Peter geweiht ist.